# 관광지리학

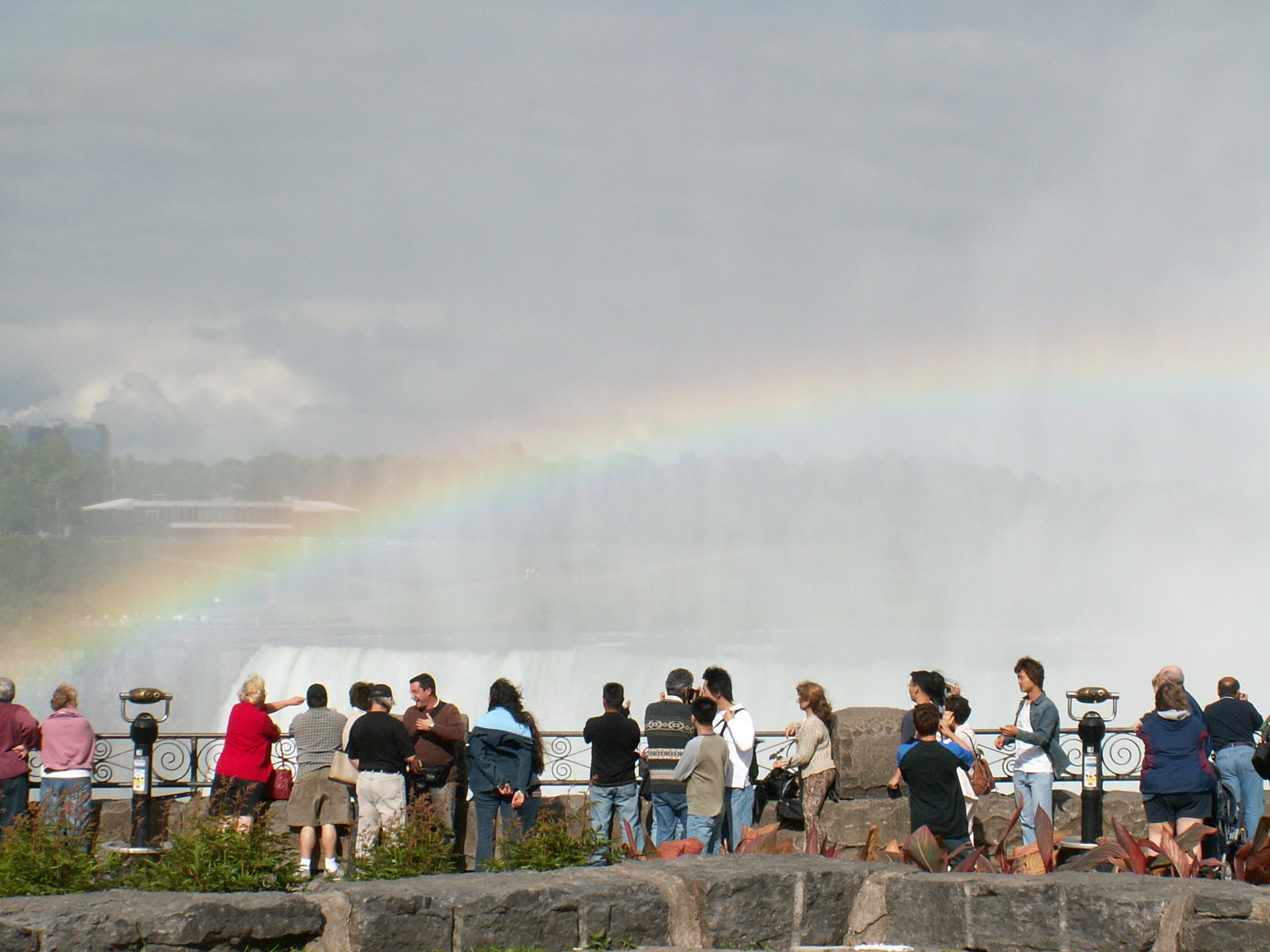
나이아가라 폭포의 관광객들

관광지리학(Tourism geography)은 산업과 사회, 문화 활동으로서의 여행과 관광을 연구하는 학문이다. 관광 지리학은 관광이 환경에 미치는 영향, 관광 및 레저 경제의 지리학, 관광 산업 및 경영 문제에 대한 답변, 관광 사회학 및 관광 위치 등 광범위한 관심 분야를 다루고 있다.
관광지리학은 여행과 그것이 장소에 미치는 영향에 대한 연구를 다루는 인문지리학의 한 분야이다.
관광은 본질적으로 지리적이기 때문에 지리학은 관광 연구의 기본이다. 관광은 장소에서 발생하며, 장소 간의 이동과 활동을 수반하며, 장소, 풍경, 사람 간의 관계를 통해 장소의 특성과 개인의 자아정체성을 형성하는 활동이다. 물리적 지리는 관광지가 조성되고, 환경에 미치는 영향과 우려가 주요 이슈가 되는 필수적인 배경을 제공하며, 관광지 개발을 관리함에 있어서 반드시 고려해야 할 사항이다.
연구에 대한 접근 방식은 다양한 관심사에 따라 달라진다. 많은 관광 관리 문헌은 방법론적으로 정량적이며 관광을 관광 출발지(또는 관광 생성 지역), 관광 목적지(또는 관광 공급 장소), 출발지와 목적지 간의 관계(연결)(교통 포함)로 구성한다고 간주한다. 경로, 비즈니스 관계 및 여행자 동기. 최근 인문지리학의 발전으로 인해 관광을 고립되고 예외적인 활동으로 확장하고 여행이 일상 생활에 어떻게 적응하는지 고려하는 관광 사회학을 포함하여 관광에 대해 이론적으로 보다 다양한 접근 방식을 취하는 문화지리학과 같은 접근 방식이 탄생했다. 그리고 관광은 장소를 소비할 뿐만 아니라 목적지의 장소감을 만들어내는 방법도 설명한다.

## 같이 보기
- 생태관광
- 여가의 사회학